# Stenodynerus ochrogonius
Stenodynerus ochrogonius är en stekelart som beskrevs av Richard Mitchell Bohart 1944. Stenodynerus ochrogonius ingår i släktet smalgetingar, och familjen Eumenidae. Inga underarter finns listade i Catalogue of Life.